# Boreray
Boreray (Boraraigh in gaelico scozzese) è un'isola disabitata nell'arcipelago di Saint Kilda, in Scozia, nell'Oceano Atlantico.

## Geografia
Boreray è situata a circa 66 km in direzione Ovest-Nord-Ovest da North Uist. Copre una superficie di circa 77 ettari, e raggiunge l'altezza di 384 m in corrispondenza del cosiddetto Mullach an Eilein.

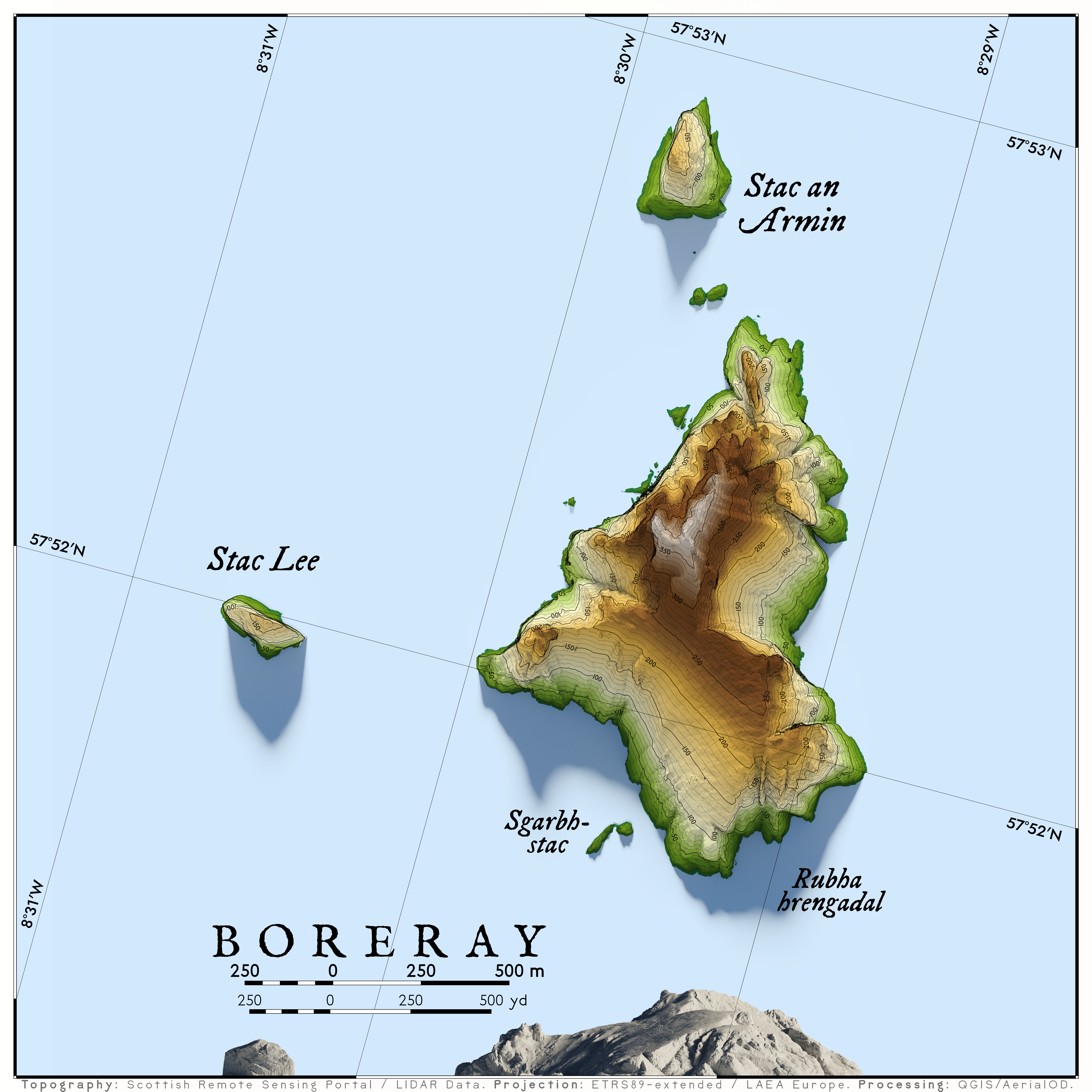
Carta de Boarsey

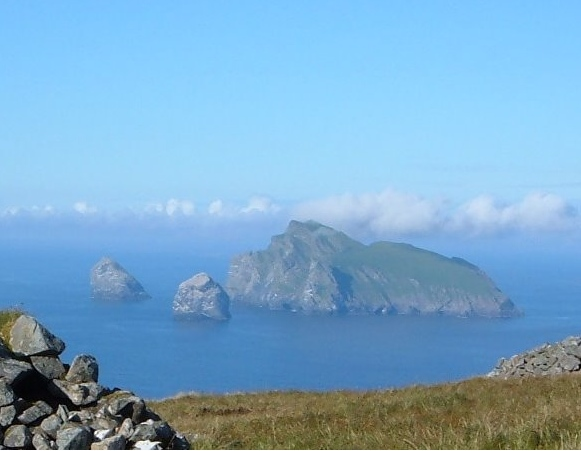
Boreray insieme alle isole più piccole Stac an Armin (a sinistra) e Stac Lee (a destra)

Boreray è costituita da rocce sedimentarie clastiche (breccia) di gabbro e dolerite.
Vi sono due grandi scogli, sostanzialmente colonne verticali di roccia che fuoriescono dal mare, nelle immediate vicinanze di Boreray. Stac An Armin, situato a 400 metri verso Nord, è il più elevato, raggiungendo i 196 metri di altezza, mentre Stac Lee, a 600 metri da Boreray in direzione Ovest, è alto 172 metri nel suo punto di massima altitudine.
Boreray è la più piccola tra le isole scozzesi ad avere un'altitudine superiore ai 300 metri.

## Storia
Macauley (1764) riporta l'esistenza di cinque altari druidici nelle isole dell'arcipelago. Inoltre, si ha notizia di un vasto cerchio di pietre fissate perpendicolarmente al terreno su Boreray.
Le isole furono acquistate nel 1931 dall'ornitologo John Crichton-Stuart, 5º marchese di Bute. Nel 1957, in seguito alla sua morte, vennero lasciate in eredità al National Trust for Scotland (NTS), ente che cura i beni storico-culturali della Scozia.
St Kilda è stata dichiarata dall'UNESCO Patrimonio dell'Umanità nel 1986, in virtù del suo alto valore a livello ambientale e per la sua eccezionale bellezza naturale. Nel luglio 2004, il riconoscimento venne esteso anche all'ambiente marino circostante. Nel luglio 2005, venne inoltre concesso l'ulteriore riconoscimento come bene culturale. Di conseguenza, l'intero arcipelago di St Kilda è uno dei pochi siti al mondo a godere dello status doppio di patrimonio dell'umanità sia per il suo ambiente naturale che per il suo valore culturale.

## Natura
Le scogliere di Boreray costituiscono l'habitat naturale per varie specie di uccelli. Nel 1959, si stimò che 45.000 coppie di esemplari di sula bassana fossero presenti sull'isola e sui due scogli vicini. Inoltre, vi sono più di 130 diverse varietà di specie floreali. L'isola è anche nota per essere la casa di una particolare specie di pecora, denominata appunto pecora di Boreray.